# Hottovy Tibor
Hottovy Tibor (Budapest, 1923. szeptember 15. – 2017. december 3.) svédországi magyar építészmérnök, informatikus, jövőkutató, a Magyar Tudományos Akadémia tagja (k: 1990). A Svéd Jövőkutatók Egyesületének igazgatósági tagja volt.

## Életpályája
Szülei Hottovy Károly és Ács Erzsébet voltak. A budapesti Fasori Evangélikus Gimnáziumba járt. 1946-ban a koppenhágai Épülettervező és Üzletberendező Irodában dolgozott. 1947–1956 között a Közlekedési és Postaügyi Minisztériumban tevékenykedett. 1948-ban elvégezte a Budapesti Műszaki és Gazdaságtudományi Egyetem Építészmérnöki Karát. 1956-ban elhagyta Magyarországot; Svédországban telepedett le. 1957–1965 között egy stockholmi Várostervezési és Épülettervezési Irodában dolgozott. 1965–1989 között a Svéd Állami Építéstudományi Kutatóintézet munkatársa volt. 1970-ben megalapította a Nemzetközi Jövőkutató Társaság svédországi tagozatát. 1989-től a stockholmi Unibell Information and Konsult AB társtulajdonosa volt. 1990-től a Magyar Tudományos Akadémia külső tagja volt.
Kutatási területe az urbanisztika és az informatika volt.

## Művei
- Japan bygger: Japans byggnadsindustriella utveckling 1945–70 och dess återspegling i Expo '70 (tillsammans med Jonas Naucler, 1971)
- Forecasting and Long-Term Planning in Sweden (1974)
- Futures studies in Sweden on building and planning (1980)
- Nya kontaktformer inom samhällsplaneringen (1981)
- Future-oriented studies in Sweden: information to the United Nations economic commission for Europe (1981)
- Energiapolitika és az építőipar Svédországban (1982)
- Future Cities and Information Technology (társszerző, Eskil Block-val, 1989)
- Intelligent Building and Intelligent Infrastructure (1993)
- Environment Shaping New Technologies (1994)
- InfoCities and Intelligent Buildings (1998)

## Díjai
- Da Vinci Gyémánt (2012)